# تيم كيلر (أستاذ جامعي)
تيم كيلر (بالإنجليزية: Timothy J. Keller)‏ هو كاتب غير روائي أمريكي، ولد في 1950 في نيويورك في الولايات المتحدة.